# 金鱼花
金鱼花（学名：Ipomoea lobata）是旋花科番薯属的植物，又名鱼花茑萝、可伦花、串金鱼、小叶金鱼花、鲸鱼花、纽扣鲸鱼花、金鱼吊兰、袋鼠吊兰、袋鼠花、金鱼藤、羽花蘿，分布于中美洲、墨西哥、南美洲以及中国大陆的云南等地，目前已由人工引种栽培。